# Črne maske
Črne maske je opera v dveh dejanjih (petih slikah) slovenskega komponista Marija Kogoja. Libreto je po istoimenskem besedilu ruskega pisatelja Leonida Andrejeva in slovenskem prevodu Josipa Vidmarja napisal skladatelj (večinoma je uglasbil Vidmarjev prevod).
Sprva se je vodstvo ljubljanske Drame (ravnatelj Pavel Golia in dramaturg Oton Župančič) odločilo na svojem odru uprizoriti Andrejevo dramo. Zato je pri Kogoju, ki je bil tedaj tam korepetitor, naročilo scensko glasbo. Do uprizoritve pa nikoli ni prišlo. Kogoja je besedilo navdušilo, zato ga je v celoti uglasbil in napisal opero.
Delo je nastajalo v letih od 1924 do 1927. Krstna predstava je bila 7. maja 1929 v ljubljanski Operi. Za to priložnost je skladatelj z dirigentom predstave Mirkom Poličem sodeloval pri krajšanju opere, nekatera izpuščena mesta pa je dokomponiral in povezal. 
Vlogo vojvode Lorenza je interpetiral baritonist Robert Primožič, donna Francesca je bila sopranistka Vilma Thierry.
Opero so v Ljubljani izvedli leta 1957 in 1990, v Mariboru pa leta 2012.

## Osebe
- Lorenzo, vojvoda di Spadaro - bariton
- Drugi Lorenzo, Luigi - bariton
- Dvorni norec Ecco - tenor
- Donna Francesca - sopran
- Signor Cristoforo - bas
- Petruccio - bariton
- Romualdo - tenor
- Eleonora - mezzosopran
- Emilija - mezzosopran
- Silvio
- Kmet
- Kmetica
- Mario - bas
- Pietro - tenor
- Hlapec
- Pajek
- Dolgo Sivo
- Laž
- Maska
- Prvi sluga
- Drugi sluga
- Tretji sluga - bariton

## Vsebina

### Prvo dejanje
Grad Lorenzove duše.
Vojvoda Lorenzo v krogu najbližjih sprejema na svojem gradu zamaskirane goste. Priredil je ples v maskah, zato nobenega gosta ne prepozna. Na sprejem se je temeljito pripravil - povabil je glasbenike, spisal je glasbo in izbral najboljša vina ter ukazal služabnikom, naj razsvetlijo grad tako, da ne bo prostora za sence.
Služabniki z grozo naznanijo prihod mask. Le-te se mu posmehujejo, Lorenzo pa hitro spozna, da mu maske vidijo v dušo in srce. Zavzele so njegov grad, njegovi bližnji so izginili v neprepoznavne maske. Ko zaukaže glasbenikom, da zaigrajo, se glasba sprevrže v hudičev ples. Pojavijo se črne maske, prividi in moraste sanje obkrožajo zbeganega Lorenza, ki zblazni. Začenja se spopad med svetlobo in temo. 
Knjižnica v grajskem stolpu.
Zunaj tuli veter. Postarani in upognjeni Lorenzo bere orumenelo družinsko kroniko, v kateri spozna, da ga je mati spočela z zapitim konjskih hlapcem, medtem ko je bil njen mož na križarskem pohodu. Sprevidel je, da je bila svetost materine podobe navadna laž.
Pojavi se njegov namišljeni dvojnik, ki ga v dvoboju premaga in ubije.

### Drugo dejanje
Grad Lorenzove duše.
Lorenzo se vrne v dvorano, kjer poteka spopad med Rdečimi in Črnimi maskami. Iz vsepovsod sili tema. Povabljene maske ga obtožijo umora. Lorenzo daje vtis, da je okamenel. Ugasne še plamen zadnje bakle in vse zagrne mrak. 
Grad Lorenzove hiše.
Povsod črnina, le v soju sveč se Lorenzo sklanja nad truplo vojvode di Spadara. Iz teme spomina ostajajo osebe, ki razkrivajo resnico njegovega življenja (odnos do žene, podložnikov, služabnikov in prijateljev). Razodene se vsa prikrita človeška zloba, poželjivost in hinavščina, ki je bila skrita za maskami. Edino Ecco ostane v stiku z novim Lorenzom. Spozna, kaj vse ga ovira in sklene postati njegov očiščujoči ogenj.
Grad vojvode di Spadaro.
Na prošnjo donne Francesce so vsi zelo obzirni do Lorenza, misleč da je bolan, on pa jim naznani, da pričakuje goste. Čeprav to vsi razumejo kot blodnjo, spet razsvetlijo grad. Lorenzo na zunaj svojih bližnji ne prepozna, sledi pa cilju, ki mu ga pomaga doseči Ecco - uničiti svet laži in tako premagati temne sile.
Spomini, ki mu jih prikliče žena, v njem obudijo starega Lorenza. Zapoje pesem, ki se sprevrže v himno Satanu.
Vtem dvorano zajame ogenj, ki ga je podtaknil Ecco. Lorenzo se zave, prekliče vse izrečene besede in napove prihod Boga, kralja nebes in zemlje.
V dvorano priženo ožganega in oslepelega dvornega norca, ki ga Lorenzo  sprejme kot brata in zaščiti pred pobesnelimi služabniki.
Ob zvokih benedictusa ogenj prežene črne maske in očisti vsega zemeljskega, tudi vojvodo in dvornega norca.
Vse zajame ogenj.